# Олсен, Эйнджел
Э́йнджел О́лсен (англ. Angel Olsen; род. 22 января 1987) — американская певица и автор песен.

## Биография
Олсен выросла в Сент-Луисе. По собственному признанию, её увлечение музыкой, начавшееся в детстве, было способом заполнить пустоту и преодолеть ощущение чужеродности в семье, где она была приёмным ребёнком. Родного отца она никогда не видела, однако поддерживает отношения со своей биологической матерью. Дома маленькая Эйнджел играла на фортепиано и слушала пластинки The Everly Brothers и The Righteous Brothers, а в подростковом возрасте её кумирами среди вокалисток стали Мэрайя Кэри, Уитни Хьюстон и Лорин Хилл. Хотя она не обучалась вокалу профессионально, её первым опытом было прослушивание собственного голоса, наложенного поверх песен, которые она записывала по радио. Позднее Олсен расширила вокальные возможности в составе ска-панк-группы, где она пела очень громко.
По совету музыкантов из местной группы Pillars & Tongues (в то время носившей название Static Films) несовершеннолетняя Эйнджел Олсен переезжает в Чикаго, где выступает в различных кафе. Первый значительный концерт Олсен состоялся, когда ей было 20 лет, — на «разогреве» у своего кумира Мариссы Надлер. Позднее они дуэтом запишут кавер-версию песни «My Dreams Have Withered and Died», первоначально исполненную Ричардом Томпсоном и его супругой Линдой.
После нескольких неудачных попыток записать дебютный мини-альбом Strange Cacti с различными музыкантами она сделала запись «у себя на кухне», что сказалось на звучании треков, переполненных эхом. В 2010 году вышли два кассетных релиза Олсен: Strange Cacti с песнями собственного сочинения и Lady of the Waterpark, который содержал кавер-версии композиций, ранее исполнявшихся различными соул- и кантри-певицами, в том числе Долли Партон, Скитер Дэвис и Глорией Джонс.
Эмметт Келли из группы Cairo Gang познакомил с её творчеством Уилла Олдхэма (Бонни Принс Билли), который пригласил певицу поработать с ним. Олсен и Келли гастролировали вместе с группой Олдхэма и принимали участие в записи его альбомов Wolfroy Goes to Town (2011) и Now Here’s My Plan (2012). Это сотрудничество в очередной раз способствовало развитию вокального мастерства исполнительницы, и в дальнейшем музыкальные обозреватели обращают внимание в первую очередь на её особенный голос и владение им. Положительные отзывы критиков получила её пластинка Half Way Home, выпущенная в сентябре 2012 года.
В апреле 2021 года Олсен совершила каминг-аут как лесбиянка.

## Дискография
Студийные альбомы
- Half Way Home (2012)
- Burn Your Fire for No Witness (2014)
- My Woman (2016)
- All Mirrors (2019)
- Whole New Mess (2020)
- Big Time (2022)

Мини-альбомы
- Strange Cacti (2010)
- Lady of the Waterpark (2010)[12]

Синглы
- Sleepwalker (2013)

## Видеоклипы
| Год               | Видеоклип                                                                                         | Режиссёр                   |
| ----------------- | ------------------------------------------------------------------------------------------------- | -------------------------- |
| Официальные видео |                                                                                                   |                            |
| 2011              | «Tiniest Lights» Архивная копия от 14 марта 2013 на Wayback Machine                               | Рэнди Стерлинг Хантер      |
| 2012              | «Tiniest Seed» Архивная копия от 24 февраля 2013 на Wayback Machine                               | Рэнди Стерлинг Хантер      |
| 2012              | «Sweet Dreams» Архивная копия от 4 марта 2013 на Wayback Machine                                  | Рэнди Стерлинг Хантер      |
| 2012              | «Acrobat» Архивная копия от 13 марта 2013 на Wayback Machine                                      | Тошадева Палани            |
| 2013              | «Forgiven/Forgotten» Архивная копия от 20 августа 2017 на Wayback Machine                         | Зиа Энгер                  |
| 2013              | «Hi-Five» Архивная копия от 5 октября 2016 на Wayback Machine                                     | Зиа Энгер                  |
| 2014              | «Windows» Архивная копия от 27 сентября 2016 на Wayback Machine                                   | Рик Элверсон               |
| 2016              | «Shut Up Kiss Me» Архивная копия от 12 сентября 2016 на Wayback Machine                           | Эйнджел Олсен              |
| 2016              | «Sister» Архивная копия от 12 сентября 2016 на Wayback Machine                                    | Эйнджел Олсен, Конор Хаген |
| Другое            |                                                                                                   |                            |
| 2011              | «Safe in the Womb» Архивная копия от 17 октября 2012 на Wayback Machine [Mast Brothers Chocolate] | Э. Конор Хаген             |
| 2011              | «Some Things Cosmic» (live) Архивная копия от 7 января 2013 на Wayback Machine                    | Агнес Старчевски           |
| 2011              | «The Waiting» Архивная копия от 2 декабря 2012 на Wayback Machine [Couch Potatoes]                | Джек Лоуренс Мейер         |